# Uninvited (singolo)
Uninvited è una canzone scritta ed interpretata da Alanis Morissette, e coprodotta dalla cantante e da Rob Cavallo per la colonna sonora del film del 1998 City of Angels - La città degli angeli. Il brano è stato pubblicato come singolo nel marzo 1998.
Ha vinto il Grammy Award alla miglior canzone rock e alla miglior esibizione dal vivo femminile nell'edizione del 1999.

## Classifiche
| Classifica (1998)         | Posizione massima |
| ------------------------- | ----------------- |
| Stati Uniti (radio)       | 4                 |
| Stati Uniti (pop)         | 1                 |
| Stati Uniti (alternative) | 26                |
| Stati Uniti (adult)       | 2                 |